# 芜湖圣若瑟主教座堂
芜湖圣若瑟主教座堂是位于安徽芜湖市中心镜湖区吉和街28号的一座大型罗马风格天主教堂，曾长期为天主教安徽代牧区和天主教芜湖教区的主教座堂。

## 历史
1883年，法籍耶稣会士、宁国府总本堂神甫金式玉（又名金缄三，Joseph Seckinger）来到芜湖，购得鹤儿山土地，1887年建造耶稣会住院。1889年开始建造圣堂，江南教区主教倪怀纶为圣堂举行了奠基礼。1891年5月，发生芜湖教案，即将竣工的教堂被焚毁。事后得到12万两白银赔款，于是在原处扩大规模重建，1895年6月落成，由倪怀纶主教进行了祝圣。
教堂建筑面积1300平方米，是整个江南教区（苏皖两省）上海以外规模最大的教堂，座东朝西，背山面江，堂身长39米，一对钟楼高29米，中间是5米高的汉白玉耶稣像。教堂建成以后成为江南教区继上海以后的第二传教中心，号称华东第二天主堂（第一为上海徐家汇圣伊纳爵主教座堂）。1921年成立天主教安徽代牧区，该堂即成为主教座堂，也是安徽省境内的第一座主教座堂。1930年分出去安庆教区、蚌埠教区后，这里继续作为芜湖教区的主教座堂，并由西班牙耶稣会接管。
1966年文化大革命中被占作他用。1983年修复开放，但已不再有主教驻扎。2000年，芜湖市政府在教堂前建成吉和广场。2003年，教堂进行大修。2004年，市政府又对天主堂进行亮化，使其成为芜湖的精品观光景点。同年10月28日，芜湖天主堂被列为第五批省级文物保护单位，2013年3月5日，列为第七批全国重点文物保护单位。
紧邻主教座堂南侧的雨耕山，为芜湖内思高级工业职业学校旧址和英国驻芜湖领事官邸旧址，2013年已开发为雨耕山酒文化创意产业园。